# Стинсън Бийч
Стинсън Бийч (Stinson Beach) е населено място в окръг Марин, в района на залива на Сан Франциско, щата Калифорния, Съединените американски щати.
Той е с население от 305 души (2000).

## Галерия
- На плажа
- Поглед към Тихия океан

1. ↑  data.census.gov //   Посетен на 1 януари 2022 г.